# سماحة (الدقهلية)
قرية سماحة هي إحدى القرى التابعة لمركز أجا في محافظة الدقهلية في جمهورية مصر العربية. حسب إحصاءات سنة 2006، بلغ إجمالي السكان في سماحة 5957 نسمة، منهم 2924 رجل و3033 امرأة. كان اسمها قديمًا منية حماقة كما ورد في قوانين ابن مماتي وفي تحفة الإرشاد، أنها من كفور شنشا من أعمال المرتاحية، وقد تم تغيير الاسم حديثًا إلى اسمها الحالى سماحة.

## التاريخ
قرية سماحة من القرى القديمة، حيث وردت باسم «منية حماقة» في أعمال المرتاحية ضمن قرى الروك الصلاحي التي أحصاها ابن مماتي في كتاب قوانين الدواوين، كما وردت باسم «منية حماقة» في أعمال الدقهلية والمرتاحية ضمن قرى الروك الناصري التي أحصاها ابن الجيعان في كتاب «التحفة السنية بأسماء البلاد المصرية». وفي العصر العثماني وردت باسم «منية حماقة» في التربيع العثماني الذي أجراه الوالي العثماني سليمان باشا الخادم في عصر السلطان العثماني سليمان القانوني ضمن قرى ولاية الدقهلية، وفي تاريخ 1228هـ/1813م الذي عدّ قرى مصر بعد المسح الذي قام به محمد علي باشا باسم «الحماقات» ضمن قرى مديرية الدقهلية. تغيّر الاسم حديثًا إلى قرية سماحة.